# Prelatura territorial de São José do Alto Tocantins
La prelatura territorial de São José do Alto Tocantins (en latín: Praelatura Territorialis Sancti Iosephi de Alto Tocantins y en portugués: Prelazia Territorial de São José do Alto Tocantins) fue una circunscripción eclesiástica de la Iglesia católica en Brasil. Se trataba de una prelatura territorial latina, sufragánea de la arquidiócesis de Goiás. Fue suprimida el 26 de marzo de 1956. 

## Territorio y organización
La prelatura territorial extendía su jurisdicción sobre los fieles católicos de rito latino residentes en parte de los actuales estados de Goiás y Tocantins (creado en 1988 con parte de Goiás).  
La sede de la prelatura territorial se encontraba en la ciudad de Niquelândia (hasta 1938 llamada São José do Tocantins), en donde halla la iglesia matriz de San José del Tocantins, que era la catedral.

## Historia
La prelatura territorial fue erigida el 25 de julio de 1924 mediante la bula Ad munus pastorale del papa Pío XI, tomando su territorio de la diócesis de Goiás. Originalmente fue sufragánea de la arquidiócesis de Mariana.
El 18 de noviembre de 1932 la prelatura territorial pasó a formar parte de la provincia eclesiástica de la arquidiócesis de Goiás.
La prelatura territorial fue suprimida el 26 de marzo de 1956 mediante la bula Cum territorium del papa Pío XII y su territorio fue dividido entre las prelaturas territoriales de Cristalândia y Formosa (hoy ambas diócesis) y la diócesis de Uruaçu.

## Episcopologio
- Florentino Simón y Garriga, C.M.F. † (10 de abril de 1931-23 de noviembre de 1935 falleció)
- Francisco Prada Carrera, C.M.F. † (3 de septiembre de 1946-17 de enero de 1957 nombrado obispo de Uruaçu)